# Ib Glindemann
Ib Niels Carl Glindemann Nielsen est un compositeur et acteur danois né le 27 septembre 1934 à Copenhague (Danemark) et mort le 5 avril 2019,.

## Biographie
Ib Glindemann étudia au Royal Copenhagen, l'académie danoise de musique entre 1952 et 1956, avec comme instrument principal la trompette. Il rassembla un groupe amateur, "Skyliners", alors qu'il se rendait au conservatoire, alors que la musique rythmique n'était pas particulièrement estimée à cette époque. Le groupe pratiquait dans le sous-sol du bâtiment des frères de la Défense à Gothersgade tous les dimanches matin.
Il s'agissait alors d'événements sophistiqués, où le répertoire de grands chefs d'orchestre était au programme - l'un des grands gourous d'Ib étant Stan Kenton. L’orchestre était composé d’étudiants du conservatoire et de bons amateurs, dont plusieurs ont ensuite fait carrière dans le big band de DR et d’autres big bands. Déjà jeune homme, Ib pouvait tirer le meilleur parti de ses musiciens et Skyliners a enregistré quelques disques.
Immédiatement après avoir réussi l'examen du conservatoire, Ib a formé son propre orchestre professionnel. Il fit partie des pionniers du rock danois et assista au premier concert rock danois à KB Hallen le 4 octobre 1956. Pour lui, principalement parce que la musique rock était si proche du jazz, son orchestre devint une nécessité. A l'été 1958, il rejoint, avec son orchestre, la station de publicité Radio Mercur en tant que big band radio permanent, et y reste jusqu'à ce que des difficultés financières obligent à la résiliation de l'accord six mois plus tard.
L'orchestre lui même a été dissous quelques années après. Depuis, il écrit de la musique de film et participe activement au débat sur la prétendue infériorité de la musique pop.
Ib Glindemann a dans sa carrière publié un grand nombre de disques[évasif].
En 1994, il a formé un nouveau big band et a depuis lors connu un grand succès en voyageant à travers le pays avec ses propres compositions mélangées à de vieux schlagers et des standards pris par exemple dans le répertoire de Glenn Miller, Count Basies, Benny Goodmans, Stan Kenton ou Tommy Dorsey.

## Filmographie

### Comme compositeur
- 1957 : Natlogi betalt
- 1957 : Für zwei Groschen Zärtlichkeit
- 1958 : Pigen og vandpytten
- 1960 : Soldaterkammerater på vagt
- 1961 : Mine tossede drenge
- 1961 : Jetpiloter
- 1961 : Sorte Shara
- 1961 : Eventyr på Mallorca
- 1961 : Landsbylægen
- 1962 : Duellen
- 1962 : Objectif septième planète (Journey to the Seventh Planet) de Sidney W. Pink
- 1962 : Prinsesse for en dag
- 1962 : Tossede paradis, Det
- 1962 : Kære familie, Den
- 1962 : Soldaterkammerater på sjov
- 1962 : Oskar
- 1962 : Drømmen om det hvide slot
- 1963 : Stop for rødt
- 1963 : Pigen og pressefotografen
- 1963 : Vi har det jo dejligt
- 1963 : Husk postdistrikt
- 1963 : Peters landlov
- 1963 : Frøken April
- 1963 : Et Døgn uden løgn
- 1963 : Gudrun
- 1964 : Majorens oppasser
- 1964 : Slottet
- 1964 : Sommer i Tyrol
- 1964 : Don Olsen kommer til byen
- 1965 : Hold da helt ferie
- 1966 : Pigen og greven
- 1968 : Det er så synd for farmand
- 1973 : På'en igen, Amalie
- 1973 : Mig og mafiaen
- 1974 : Mafiaen - det er osse mig!
- 1983 : Forræderne
- 1990 : Manden der ville være skyldig
- 1998 : Majoren (TV)

### oComme acteur
- 1958 : Pigen og vandpytten : Kapelmester
- 1964 : Slottet : Trumpetplayer in band